# NGC 4699
NGC 4699 est une galaxie spirale  située dans la constellation de la Vierge. Sa vitesse par rapport au fond diffus cosmologique est de 1 729 ± 24 km/s, ce qui correspond à une distance de Hubble de 25,5 ± 1,8 Mpc (∼83,2 millions d'al). NGC 4699 a été découverte par l'astronome germano-britannique William Herschel en 1786.
La classe de luminosité de NGC 4699 est II et elle présente une large raie HI. Elle renferme également des régions d'hydrogène ionisé. C'est aussi une galaxie active de type Seyfert.
Selon une étude publiée en 2002, NGC 4651 une galaxie anémique en raison de son faible taux de formation d'étoiles.
À ce jour, cinq mesures non basées sur le décalage vers le rouge (redshift) donnent une distance de 19,664 ± 6,453 Mpc (∼64,1 millions d'al), ce qui est à l'intérieur des valeurs de la distance de Hubble. Cependant, cette galaxie est relativement rapprochée du Groupe local. On obtient souvent des distances assez différentes pour les galaxies rapprochées en se basant sur le décalage en raison du mouvement propre de ces galaxies dans le groupe où l'amas où elles sont situées. Cette valeur est peut-être plus près de la distance réelle de cette galaxie. Notons que c'est avec la valeur moyenne des mesures indépendantes, lorsqu'elles existent, que la base de données NASA/IPAC calcule le diamètre d'une galaxie.

## Morphologie

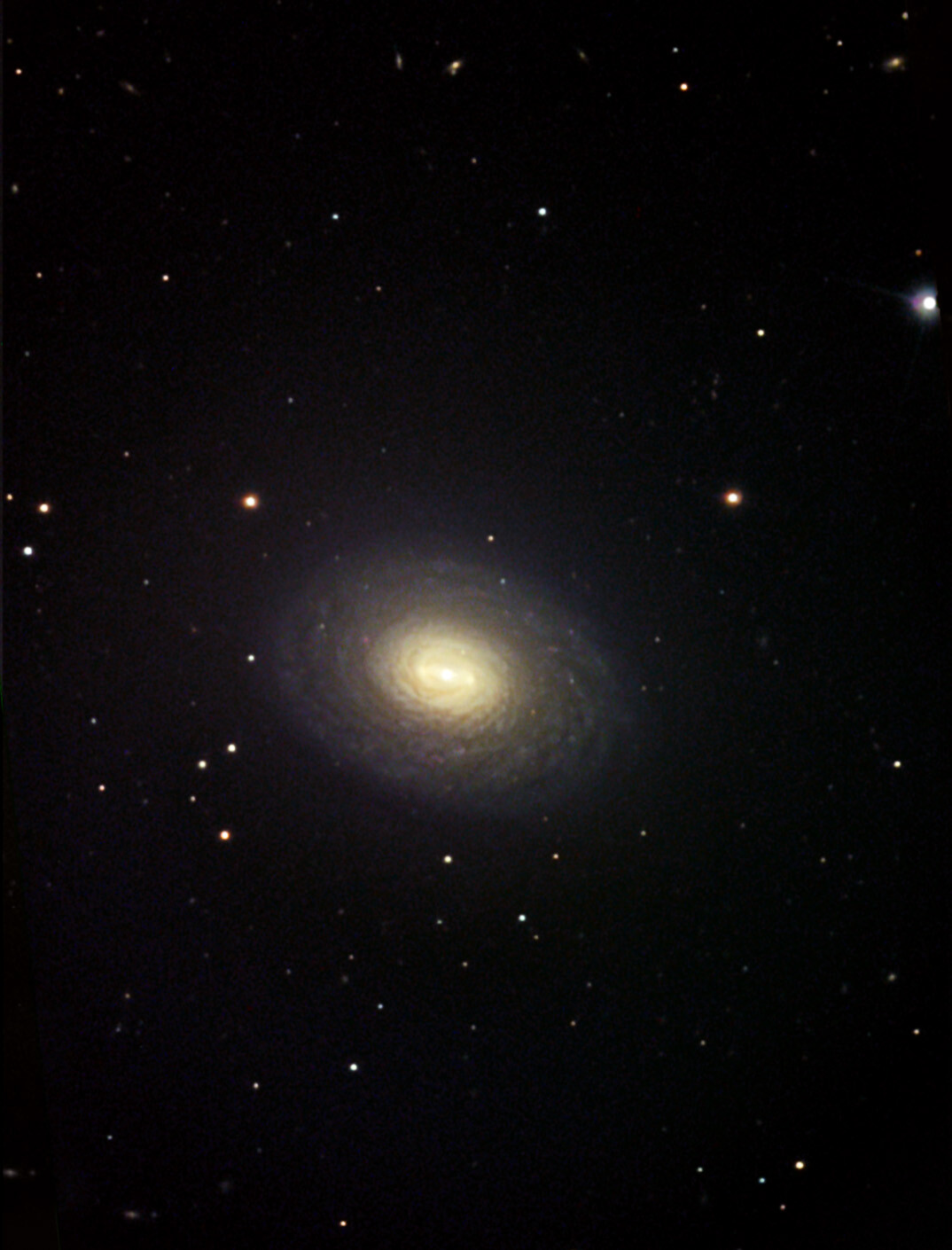
La galaxie spirale NGC 4699 (KPNO/NOIRLab/NSF/AURA/Michael Vogel and Robert Mitsch/Adam Block).

NGC 4699 a été utilisée par Gérard de Vaucouleurs comme une galaxie de type morphologique SAB(rs)ab dans son atlas des galaxies,.
Eskridge, Frogel et Pogge ont publié un article en 2002 décrivant la morphologie de 205 galaxies spirales ou lenticulaires rapprochées. Les observations ont été réalisées dans la bande H de l'infrarouge et dans la bande B (le bleu). Selon Eskridge et ses collègues, NGC 4699 est de type SBa dans la bande B et SB0 dans la bande H. Le noyau ponctuel brillant de NGC 4699 est intégré dans un bulbe elliptique. Ce buble est traversé par une courte barre orientée le long du grand axe du bulbe. Le système renflement/barre est intégré dans un disque lisse et sans caractéristiques avec le même angle de position que le renflement. Il n'existe aucun signe de structure en spirale. 

## Supernova
La supernova SN 1983K a été découverte dans NGC 4699 le 6 juin 1983 par Marina Wischnjewsky de l'université de Santiago. Cette supernova était de type II.

## Groupe de NGC 4699
NGC 4699 est la galaxie la plus brillante d'un groupe de galaxies qui porte son nom. Le groupe de NGC 4699 compte au moins 15 galaxies. Les autres galaxies du New General Catalogue sont NGC 4700, NGC 4722, NGC 4742, NGC 4781, NGC 4790, NGC 4804 (NGC 4802 dans l'article) et NGC 4818.
Le groupe de NGC 4699 fait partie de l'amas de la Vierge II, un amas situé à la frontière sud de l'amas de la Vierge. Cet amas fait partie du superamas de la Vierge.
Comme plusieurs galaxies de l'amas de la Vierge II, certaines galaxies du groupe de NGC 4699 présentent des distances de Hubble fort différentes des distances obtenues par des méthodes indépendantes du décalage vers le rouge. Sauf pour NGC 4722, les distances indépendantes sont toutes inférieures aux distances de Hubble. La distance moyenne des galaxies présentant trois mesures ou plus par des méthodes indépendantes du décalage est de 16,2 ± 5,4 Mpc (∼52,8 millions d'al) et la moyenne des distances de Hubble est de 23,8 ± 2,8 Mpc (∼77,6 millions d'al). Ce groupe semble donc s'éloigner de la Voie lactée à une vitesse supérieure à celle que lui procurerait l'expansion de l'Univers.